# Improvisación
La improvisación consiste en concebir y ejecutar cualquier acción de forma simultánea y a su vez, de mantener una conversación sin unas directrices previas, como un guion, es improvisar, aunque pueda estar carente de una intención artística.
De forma semántica, improvisar significa realizar algo sin haberlo preparado con anterioridad. Sin embargo, puede ocurrir que sea necesaria una preparación previa para poder improvisar, aunque otros autores reniegan de esta idea. Así, un músico puede necesitar tener un cierto dominio técnico y musical para improvisar una obra musical en un piano; pero no deja de ser cierto que una persona que no haya tocado jamás ese instrumento puede presionar las teclas como le parezca y producir así una composición artística.
Son los valores estéticos o comunicativos de cada individuo lo que determinará la calidad artística del resultado. Siguiendo con el ejemplo, no es equiparable la improvisación de una persona que no está iniciada en la música, cuyo objetivo puede ser la mera experimentación, con la improvisación de un músico profesional, que busca un valor añadido con el que agradar a su audiencia.

## En las artes

### Teatro
Como disciplina/técnica teatral, la improvisación proporciona la oportunidad de actuar constantemente realizando ejercicios con los recursos disponibles y la imaginación. Mediante este procedimiento se fortalece el trabajo en equipo. 
La intuición del actor le permite actuar en las situaciones inesperadas y solucionar los imprevistos en la escena. Saber improvisar es un valioso recurso durante el montaje de una obra para resolver los problemas que surgen, tanto en los ensayos como en la presentación.
Cuando se realizan improvisaciones los actores deben tomar en cuenta las posiciones individuales y saber compartir la escena con sus compañeros de actuación, además, desplazarse con sumo cuidado hacia determinada zona del escenario.
Para lograr una buena técnica de improvisación se requiere:
Escucha: Capacidad para percibir el entorno e interpretarlo y así ofrecer una respuesta a cambio. 
Aceptación: Todas las ideas son incorporadas y asumidas como la mejor y única, no se deben juzgar las propuestas. 
Imaginación: Para reaccionar ante las circunstancias dadas. La habilidad para unir diferentes conceptos en uno nuevo, creando nuevos significados. 
Espontaneidad: Reaccionar a los estímulos de manera auténtica, sin pensarlos.  La autenticidad del improvisador se determina por su profunda honestidad al improvisar, por la menor cantidad de censuras que tenga entre su inconsciente y consciente. 
Atención: capacidad para percibir el entorno. La escucha ante todos los estímulos, del presente, aquí y ahora.
Arte llevado a otro nivel, por los cómicos españoles Berto Romero y Andreu Buenafuente, en el programa de radio Nadie Sabe Nada.

### Danza
Surge como una forma de expresarse más libremente con el cuerpo y como forma de investigación, saliendo de las estructuras que tiene una coreografía y de los patrones cotidianos de movimiento buscando movimientos corporales más propios del bailarín y la exploración y utilización del espacio con mayores posibilidades.
Se toma el movimiento como elemento principal de creación y se basa en la escucha y la posibilidad de experimentar y crear con los movimientos y los estímulos de los que se disponen y se eligen para cada improvisación.
Bailarines y coreógrafos que han sido pioneros en improvisación en danza  Isadora Duncan - Martha Graham - Merce Cunningham - Steve Paxton.

### Poesía
Formas improvisadas de poesía existen desde la antigüedad en todas las culturas y se transmitieron a veces hasta hoy, como lo bertsolari vasco. En Gascuña se desarrolló con poetas como  (Diego Vega), Michel Ducom, Méryl Marchetti, y músicos de jazz (Michel Portal, Bernard Lubat, Louis Sclavis) formas de improvisación poética oral más modernas, ancladas en la poesía contemporánea e inspiradas del free jazz.

### Música
En música, improvisar, es cuando ya no se puede aceptar las condiciones de crear una melodía con un carácter propio tomando como referencia una idea o modelo que el músico ha escuchado o imaginado previamente. La improvisación se suele hacer sobre una progresión de acordes utilizando los modos griegos y alguna escala en particular, como por ejemplo las escalas pentatónicas. La escala pentatónica consiste en comenzar con una escala mayor y eliminar la cuarta y la séptima. Por ejemplo, en la escala de do mayor (que contiene do, re, mi, fa, sol, la, si), se omiten el cuarto y el séptimo grado (fa y si). Se obtiene entonces la escala pentatónica mayor do, re, mi, sol, la. En cuanto a la pentatónica menor, la otra manera es comenzando con una escala menor y eliminar la segunda y la sexta menor. Por ejemplo la escala de la menor (que contiene la, si, do, re, mi, fa, sol), se omiten los grados segundo y sexto menor (si y fa). Se obtiene así la escala pentatónica menor la, do, re, mi, sol, la. Cuando un músico es experimentado se pueden hacer variaciones fuera del tono o por ejemplo intercambios modales para hacer más ameno el escuchar tanto para el músico como para el oyente. También es muy importante una articulación correcta dentro del estilo en el que se está improvisando para transmitir lo mejor al público.
Otro estilo de improvisación reconocido a nivel musical, es el cual se denomina como Freestyle rap, el cual se basa en la improvisación de rimas sobre una base, normalmente de rap o de trap. Este estilo de improvisación  es conocido tanto en los países angloparlantes, como en los hispano-parlantes, teniendo en este último a representantes del calibre de Aczino y Chuty, los cuales compiten a nivel hispano-parlante por el puesto del mejor en esta disciplina. El remarcar un estilo propio para esta disciplina es algo difícil, ya que no tiene un estilo demasiado remarcado, excepto el hecho de que se divida las participaciones en patrones de 4/4, el resto de conceptos se deja a libertad del participante, como por ejemplo la rima, la cual puede ser un simple pareado (AABB) hasta métricas bastante complejas, con uso de recursos poéticos muy bien elaborados, como el ejemplo del uso de multisilábicas por parte de raperos como Zasko, Compare, o Bnet, que basan su estilo de rap en las estructuras y métricas. Otros recursos son más bien la comparación y la metáfora, las cuales son muy utilizadas por raperos españoles en general, que centran su estilo en el ingenio de las rimas